# ۳-هیدروکسی‌پروپیونیک اسید
۳-هیدروکسی‌پروپیونیک اسید (به انگلیسی: 3-Hydroxypropionic acid) با فرمول شیمیایی C۳H۶O۳ یک هیدروکسی اسید است . هیدروکسی اسیدها گروهی از اسیدهای کربوکسیلیک هستند که یک گروه عاملی هیدروکسیل به آنها افزوده شده است. جرم مولی آن ۹۰٫۰۸ g/mol می‌باشد. 